# 周华
周华（1969年10月3日—），中国足球运动员，中国国家女子足球队成员，司职中场。她曾参加1991年FIFA女子世界杯和1995年FIFA女子世界杯。她也参加了1990年亚洲运动会和1994年亚洲运动会女子足球比赛，均获得金牌。